# Tingieters (Brugge)
Tingieters, ook gekend onder de namen tinnestoopmakers of tinnenpotgieters, vormden in Brugge een georganiseerd ambacht vanaf de vroege middeleeuwen tot op het einde van het ancien régime.

## Geschiedenis
Het vroegst bewaarde document over het ambacht van de Brugse tingieters is een charter gegeven door graaf Lodewijk van Male in 1357. Het eraan gehechte zegel stelde een tinnen stoop voor, met als randschrift Segel der Tinnenstoopmakers in Brugghe.
Een oorkonde uit 1374 bevestigde dat het ambacht van de tingieters in de Sint-Salvatorskerk de kapel en het altaar van Sint-Wolfram mocht gebruiken en er een beeld van de heilige Genoveva, patrones van de tingieters, mocht op plaatsen.
Het ambacht werd bestuurd door een deken en drie of vier 'vinders'. Het bestuur werd jaarlijks of tweejaarlijks door de vrijmeesters verkozen en door de stadsmagistraat bekrachtigd.  Deken en vinders hadden ruime bevoegdheden voor het toepassen van de in de keure vastgestelde bepalingen.
Een huis in de Korte Waalsestraat droeg de naam Ten Tinnepotte.
In 1787 moest het ambacht, ingevolge het decreet van keizer Jozef II, de inventaris van zijn bezittingen indienen. Na de opname van de Zuidelijke Nederlanden in de Franse Republiek, werd het ambacht van de tingieters, zoals alle andere ambachten, opgeheven.

## Brugse Tingieters
- Hannekin Potgieter (13e eeuw), oudst gekende Brugse tingieter
- Jacques Crabbe (ca. 1550-ca. 1626)
- Tilman Scheurman (1570-1652)
- François  Scheurman (1575-1624)
- Cornelis Rielant (1620-1689)
- Andries De Net (1640-1687)
- Joannes De Roover (1661-1742)
- François Beaucourt (1676-1745)
- Joseph de Net (1681-1755)
- Pieter de Proost (1690-1736)
- Erasmus Van Houtryve (1704-1743)
- Judocus Ryelandt (1712-1785)
- François d'Hollander (1715-1800)
- Josephus Joannes de Proost (1716-1791)
- Eduardus Gadeyne (1718-1792)
- Joannes Josephus de Proost (1724-1792)
- Joannes Van Eeckhoutte (1730-na 1771)
- Albertus Pavot (1740-1812)
- Jacobus Ryelandt (1745-1805)
- Josephus Joannes de Proost (1752-1788)
- Joannes Pieter de Proost (1753-1825)
- Pieter Noë (1753-1828)
- Joannes van Giessen (1757-1827)
- Basilius Pavot (1767-1844)
- Josephus Joannes van de Casteele (1787-1829)
- Pieter Parqui (1791-1862)
- Carolus Dewulf (1802-1896)
- Josephus Maria van de Casteele (1824-1885)
- Jules Charles van de Casteele (1857-1931)

## Productie
Weinig tinvoorwerpen hebben de eeuwen getrotseerd. Als ze beschadigd of versleten waren, werden ze vergoten om als grondstof te dienen voor een nieuw object.
De Brugse tingieters ontwikkelden een uitgebreid gamma van gebruiksvoorwerpen en siervoorwerpen in tin, zoals:
- Lepels, ragoutlepels, sauslepels
- Borden, schotels, sierborden, doopschotels, huwelijksschotels, gildeschotels, prijsschotels, dienborden, wasbekkens, wastafeltjes
- Drinkbekers, medicijnpotjes
- Inktstellen
- Aardappelkommen, groentekommen, papkommen
- Soepterrines
- Kannen: theekannen, chocoladekannen, koffiekannen, schenkkannen, apothekerskruiken
- Mosterdpotten
- Eetketels ("porte-diner")
- Tabakspotten, ijsemmers
- Olie- en azijnstellen
- Visvergieten
- Kandelaars
- Riemgespen
- Wijwatervaatjes
- Maten
- Kamerpotten, bedpannen
- Dispenningen

Het Brugse Gruuthusemuseum bezit ongeveer vierhonderd voorwerpen in tin, grotendeels in Brugge geproduceerd. De oudste zijn, als archeologische vondsten:
- een kandelaartje uit ca. 1200,
- een beker uit het begin jaren 1400,
- een veldfles uit 1450,
- twee borden uit 1500.

De meeste goed bewaarde voorwerpen dateren uit de 18e en 19e eeuwen.

## Bron
- Stadsarchief Brugge, Archief Tinnegieters 1489-1820.